# 신동엽 김원희의 헤이헤이헤이
신동엽 김원희의 헤이헤이헤이는 2002년 11월 5일부터 2003년 10월 28일까지 방영된 SBS의 예능 프로그램이다. SBS는 해당 프로그램에 앞서 최수종을 메인 MC로 내세운 토크쇼를 편성할 예정이었으나 최수종이 KBS 2TV 새 드라마에 캐스팅되어 보류됐다. 한편, 기존 프로그램을 재탕했다는 지적을 산 데다 선정성 문제로 논란을 빚었고 이 과정에서 2002년 경실련 선정 '올해의 나쁜 프로그램 10선'에 선정되는 불명예를 안았다. MC 신동엽이 재충전의 시간을 갖기 위해 2003년 가을 모든 정통 예능 프로그램에서 하차를 선언하여 같은 시기 막을 내렸다.

## 진행자
- 신동엽
- 김원희

## 결방
- 2002년 12월 31일 : 《2002 SBS 연기대상》 편성으로 결방
- 2003년 2월 18일 : 대구 지하철 화재 사고 관련 뉴스특보 편성으로 결방